# Клерфэ, Франсуа Себастьян де Круа
Франсуа Себастьян Шарль Жозеф де Круа, граф де Клерфэ (фр. François Sébastien Charles Joseph de Croix, comte de Clerfait / Clairfayt; 14 октября 1733 — 28 июля 1798, Вена) — австрийский (имперский) фельдмаршал эпохи революционных войн. По происхождению валлон.

## Биография
Родился 14 октября 1733 года в замке Брюлль в городе Ваудрез, провинция Геннегау, Австрийские Нидерланды. Окончив обучение в Монсе, в 1753 году в чине младшего лейтенанта вступил в 30-й пехотный полк Имперской армии. Участвовал в Семилетней войне, отличился в сражениях под Прагой, Лейтеном, Хохкирхом и Лигницем. В 1756 году стал капитаном, в 1759 году — майором, в 1760 году — подполковником. Был награждён орденом Марии Терезии.
Будучи противником реформ императора Иосифа II, вышел в отставку. Вернулся в армию перед войной за баварское наследство, получив звание генерал-майора.
Поскольку Клерфэ по рождению был валлоном, в 1787 году во время революции в Австрийских Нидерландах, бельгийцы предлагали оставить императорскую службу и возглавить бельгийский вольный корпус. Но генерал остался верен своему императору.
В 1788 году в чине фельдмаршал-лейтенанта отправился на войну с Османской империей. Его войска действовали в Банате, а затем составили левый фланг главных сил.
27 июля Клерфэ разбил войска турок и фанариота Александра Мурузи под Мехадией и Калафатом. 10 ноября получил чин фельдцейхмейстера.
28 августа 1789 года отряд Клерфэ одержали победу над османскими войсками при Мехедии. За полководческий успех присвоен командорский крест ордена Марии Терезии.
26 июня 1790 года быстрой атакой Клерфэ разбил турок при Калафате. 19 декабря удостоен большого креста ордена Марии Терезии.

### Главнокомандующий
Скончался 28 июля 1798 года в Вене.

## Награды
- Орден Золотого Руна (22.04.1795)[1]
- Кавалер Большого креста Военного ордена Марии Терезии (19.12.1790)[1]
- Командор Военного ордена Марии Терезии (09.10.1789)[1]
- Рыцарь Военного ордена Марии Терезии[2]